# تايفون كورا
تايفون كورا (بالتركية: Tayfun Cora)‏ (5 ديسمبر 1983 بطرابزون في تركيا - ) هو لاعب كرة قدم تركي في مركز الظهير. شارك مع منتخب تركيا تحت 19 سنة لكرة القدم ومنتخب تركيا تحت 21 سنة لكرة القدم ومنتخب تركيا ب لكرة القدم ‏. أما مع النوادي، فقد لعب مع كارسياكا وكايسري سبور ومانيساسبور ونادي طرابزون سبور.

## وصلات خارجية
- تايفون كورا على موقع الاتحاد الأوربي (الإنجليزية)
- تايفون كورا على موقع اتحاد تركيا (لاعب) (الإنجليزية)
- تايفون كورا على موقع قاعدة بيانات كرة القدم.إي يو (الإنجليزية)
- تايفون كورا على موقع عالم كرة القدم.نت (الإنجليزية)